# ماريو سوتو
ماريو سوتو (بالإسبانية: Mario Soto)‏ (10 يوليو 1950 بسانتياغو في تشيلي - ) هو مدرب كرة قدم ولاعب كرة قدم تشيلي في مركزي الوسط والدفاع، شارك في كأس العالم 1982. وشارك مع منتخب تشيلي لكرة القدم. أما مع النوادي، فقد لعب مع نادي بالميراس ويونيون إسبانيولا وديبورتيس ماجالانز ونادي كوبريلوا.

## وصلات خارجية
- ماريو سوتو على موقع الاتحاد الدولي (مؤرشف)  (الإنجليزية)
- ماريو سوتو على موقع قاعدة بيانات كرة القدم.إي يو (الإنجليزية)
- ماريو سوتو على موقع ناشيونال فوتبول تيمز (الإنجليزية)
- ماريو سوتو على موقع عالم كرة القدم.نت (الإنجليزية)